# Eula Varner
Eula Varner  est un personnage de roman de William Faulkner, fille de Will Varner, dernière de ses seize enfants, sœur entre autres de Jody par qui elle est surveillée de très près. D'une sensualité qui attire rivalités et convoitises, très courtisée - notamment par un certain Tull, par Labove, fou de désir qui tente de la violenter ; Hoake McCarron, à qui elle offre sa virginité ; et Flem Snopes, à qui Will Varner finit par donner la main de sa fille.